# Tamošiūnas
Tamošiūnas ist ein litauischer männlicher Familienname, abgeleitet von Tamošius (litauischer Vorname, eine Form von Thomas) + Suffix -iūn(as).

## Formen
Die weiblichen Formen sind Tamošiūnienė (verheiratet) und Tamošiūnaitė (ledig).

## Personen
- Gintaras Tamošiūnas (* 1963), Jurist und Politiker, Mitglied des Seimas
- Mindaugas Tamošiūnas (1934–2011), litauischer Posaunist, Komponist und Orchesterleiter